# Dollar Point
Dollar Point és una concentració de població designada pel cens dels Estats Units a l'estat de Califòrnia. Segons el cens del 2000 tenia 1.539 habitants.

## Demografia
Segons el cens del 2000, Dollar Point tenia 1.539 habitants, 681 habitatges, i 388 famílies. La densitat de població era de 366,8 habitants/km².
Dels 681 habitatges en un 22,3% hi vivien nens de menys de 18 anys, en un 46,7% hi vivien parelles casades, en un 7,5% dones solteres, i en un 43% no eren unitats familiars. En el 27% dels habitatges hi vivien persones soles el 5,4% de les quals corresponia a persones de 65 anys o més que vivien soles. El nombre mitjà de persones vivint en cada habitatge era de 2,26 i el nombre mitjà de persones que vivien en cada família era de 2,67.
Per edats la població es repartia de la següent manera: un 17% tenia menys de 18 anys, un 8,1% entre 18 i 24, un 32,2% entre 25 i 44, un 30,3% de 45 a 60 i un 12,4% 65 anys o més.
L'edat mediana era de 41 anys. Per cada 100 dones de 18 o més anys hi havia 103,7 homes.
La renda mediana per habitatge era de 47.500 $ i la renda mediana per família de 56.792 $. Els homes tenien una renda mediana de 40.000 $ mentre que les dones 25.905 $. La renda per capita de la població era de 32.882 $. Entorn de l'1,5% de les famílies i el 8,2% de la població estaven per davall del llindar de pobresa.

## Poblacions més properes
El següent diagrama mostra les poblacions més properes.